# Scotophilus celebensis
Scotophilus celebensis — вид ссавців родини лиликових. 

## Проживання, поведінка
Країни поширення: Індонезія (Сулавесі). Існує мало інформації про екологію і середовище проживання цього виду. Тим не менш, Scotophilus celebensis живуть в будинках, як правило, невеликими колоніями менше ста особин і живляться на відкритій місцевості і над кронами дерев.

## Загрози та охорона
Загрози для цього виду не відомі. Поки не відомо, чи вид присутній в будь-якій з охоронних територій.